# 西須佐村
西須佐村（にしすさむら）は、島根県飯石郡にあった村。現在の出雲市佐田町大呂、佐田町反辺にあたる。

## 地理
- 河川：波多川[1]、反辺川[1]

## 歴史
- 1889年（明治22年）4月1日、町村制の施行により、飯石郡須佐村（第1次）が発足[2]。
- 1896年（明治29年）2月20日、須佐村を二分割し、大字大呂・反辺で西須佐村を[3][4]、大字宮内・原田・朝原で東須佐村を[5]、それぞれ村制施行して発足。
- 1921年（大正10年）郡長から東須佐村との合併勧告が出されたが両村とも消極的で不成立[3]。
- 1953年（昭和28年）11月10日、飯石郡東須佐村と合併し須佐村（第2次）を新設して廃止された[3][4]。

### 地名の由来
東須佐村大字宮内の須佐神社による。

## 産業
- 農業